# Тюменский научный центр СО РАН
Тюменский научный центр (ТюмНЦ) СО РАН был создан в 1990 году. Первоначально выполнял задачи одного из региональных научных центров Сибирского отделения РАН координирующего деятельность всех академических научно-исследовательских институтов, расположенных на территории Тюменской области. 
Первый в Тюмени академический НИИ Институт проблем освоения Севера СО РАН был организован в 1985 году, и в 1990 году вошел в состав ТюмНЦ СО РАН. Одновременно с ним в Тюменский научный центр вошли два новых института - Механики многофазных систем и Институт криосферы Земли СО РАН.
18 ноября 2016 г. Федеральное агентство научных организаций выпустило Приказ №623 в соответствии с которым на базе ТюмНЦ СО РАН создается Федеральный исследовательский центр "Тюменский научный центр СО РАН", структурными подразделениями которого станут все другие научные организации г. Тюмени, находящиеся в ведении ФАНО.
В июле 2017 г. Федеральный исследовательский центр "Тюменский научный центр СО РАН" был официально зарегистрирован. В его состав вошли:

1. Структурное подразделение «Институт проблем освоения Севера»
2. Обособленное структурное подразделение «Институт криосферы Земли»
3. Обособленное структурное подразделение «Ямальская опытная станция»
4. Филиал «НИИ Сельского хозяйства Северного Зауралья»
5. Филиал «Всероссийский научно-исследовательский институт ветеринарной энтомологии и арахнологии» (ВНИИВЭА)

Отдел биоресурсов криосферы  .
С 2018 г. директором ФИЦ "Тюменский научный центр СО РАН" является д.и.н. Анатолий Николаевич Багашев.